# Proszowice
Proszowice è un comune urbano-rurale polacco del distretto di Proszowice, nel voivodato della Piccola Polonia.
Ricopre una superficie di 99,78 km² e nel 2004 contava 16 273 abitanti. Dal 1975 al 1998 ha fatto parte del voivodato di Cracovia.

## Galleria d'immagini

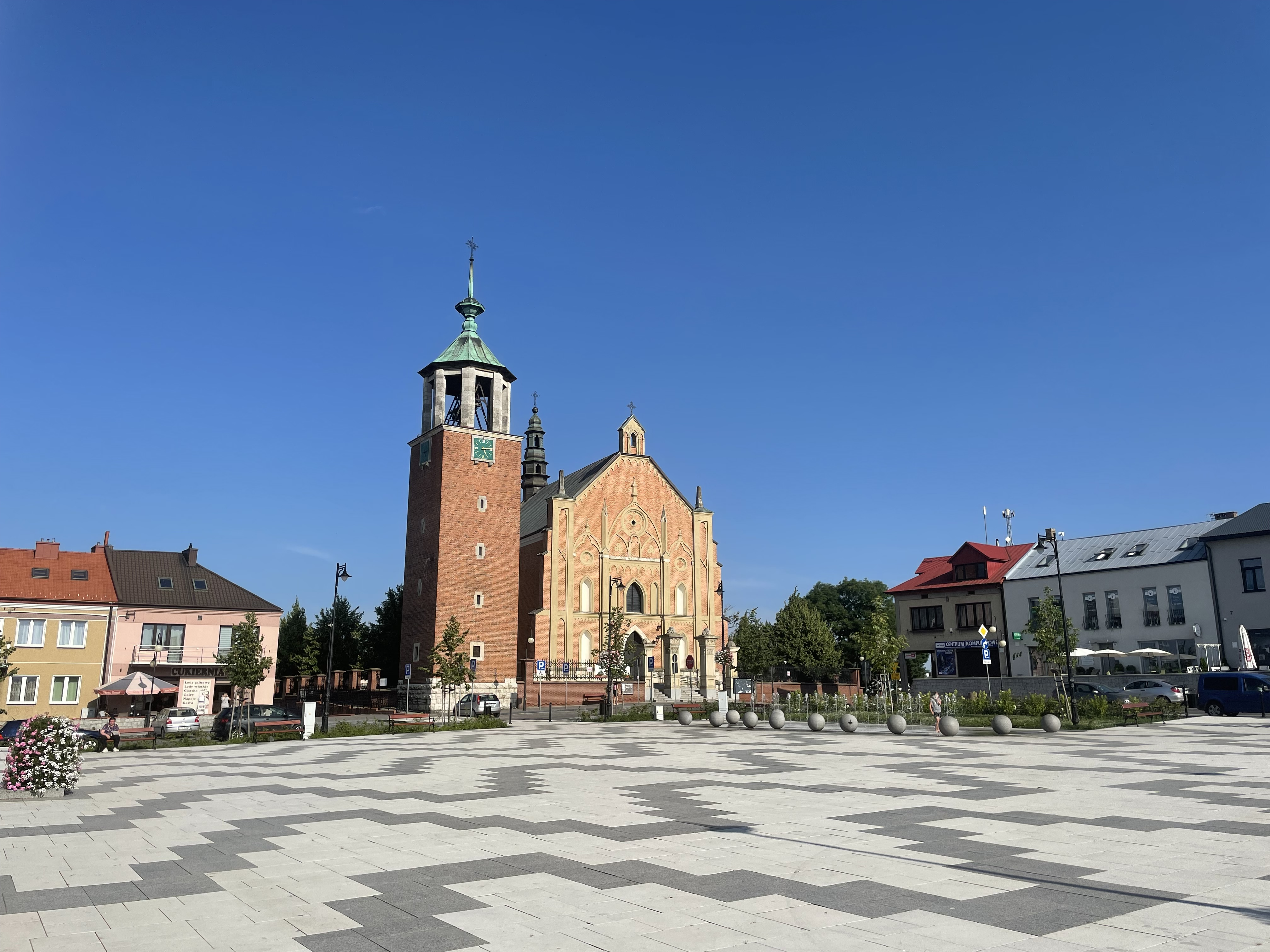
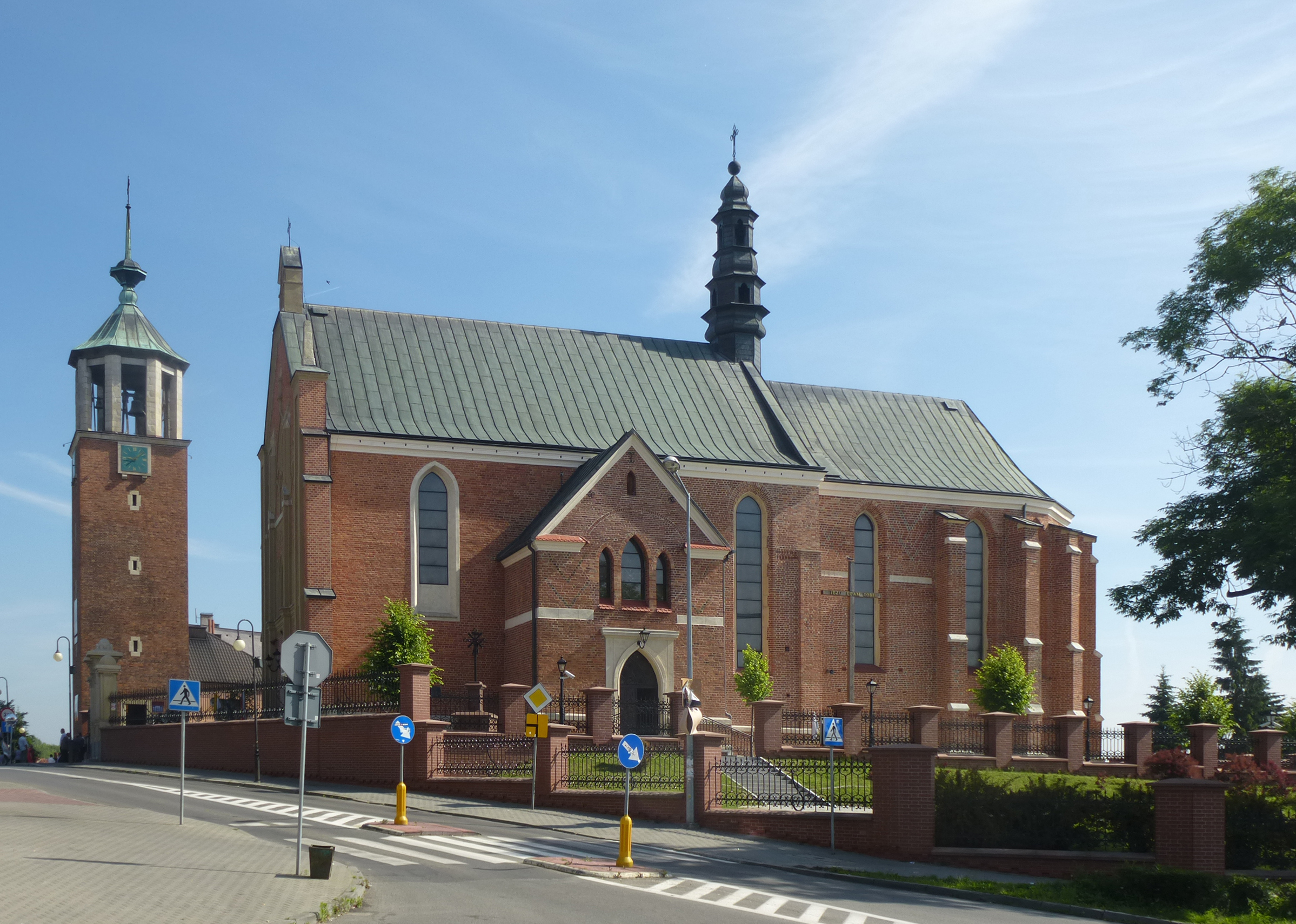